# Hühnerwässerchen
Das Hühnerwasser, amtlich Hühnerwässerchen, ist ein Bach in der Nähe von Spremberg im Süden des Landes Brandenburg. Er besaß einst eine natürliche Quelle in der Nähe der abgebaggerten Ortschaft Klein Buckow. Heute wird es jedoch ausschließlich aus Grubenwasser des Tagebau Welzow-Süd gespeist. An der Mündung ergießt sich das Wasser in die Talsperre Spremberg, somit also in die Spree.
Im Quellgebiet wird die Entwicklung der Ökosysteme seit 2005 durch wissenschaftliche Projekte begleitet. Federführend beteiligt sind hierbei die Brandenburgische Technische Universität Cottbus-Senftenberg in Kooperation mit dem Tagebaubetreiber LEAG (seit 2016, vorher mit Vattenfall Europe). Das Quellgebiet wurde dazu künstlich hergestellt und unter anderem eine Tonschicht im Untergrund eingebaut, um das Niederschlagswasser zu sammeln.